# Cartografia

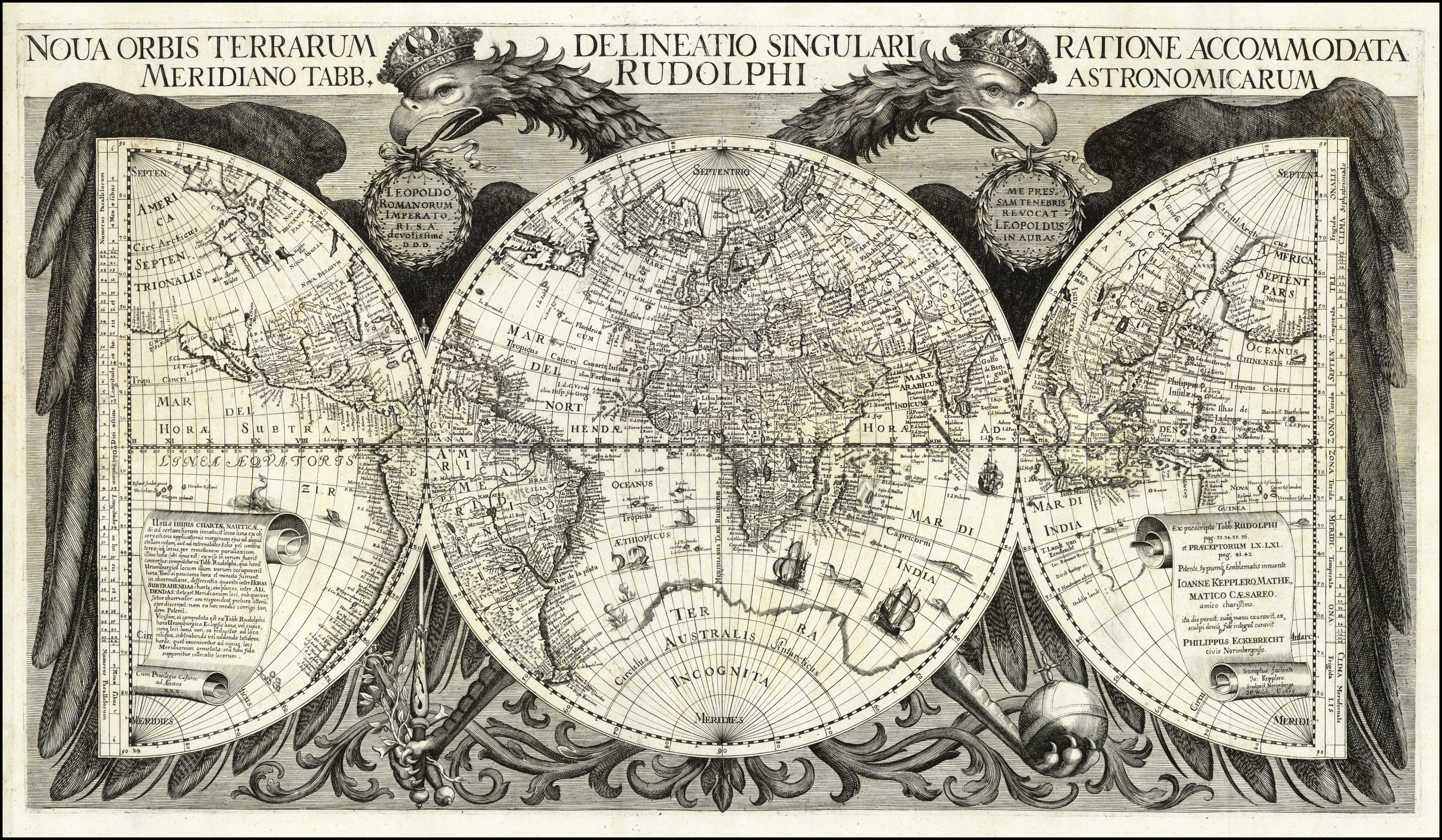
Mapa antigo de 1627

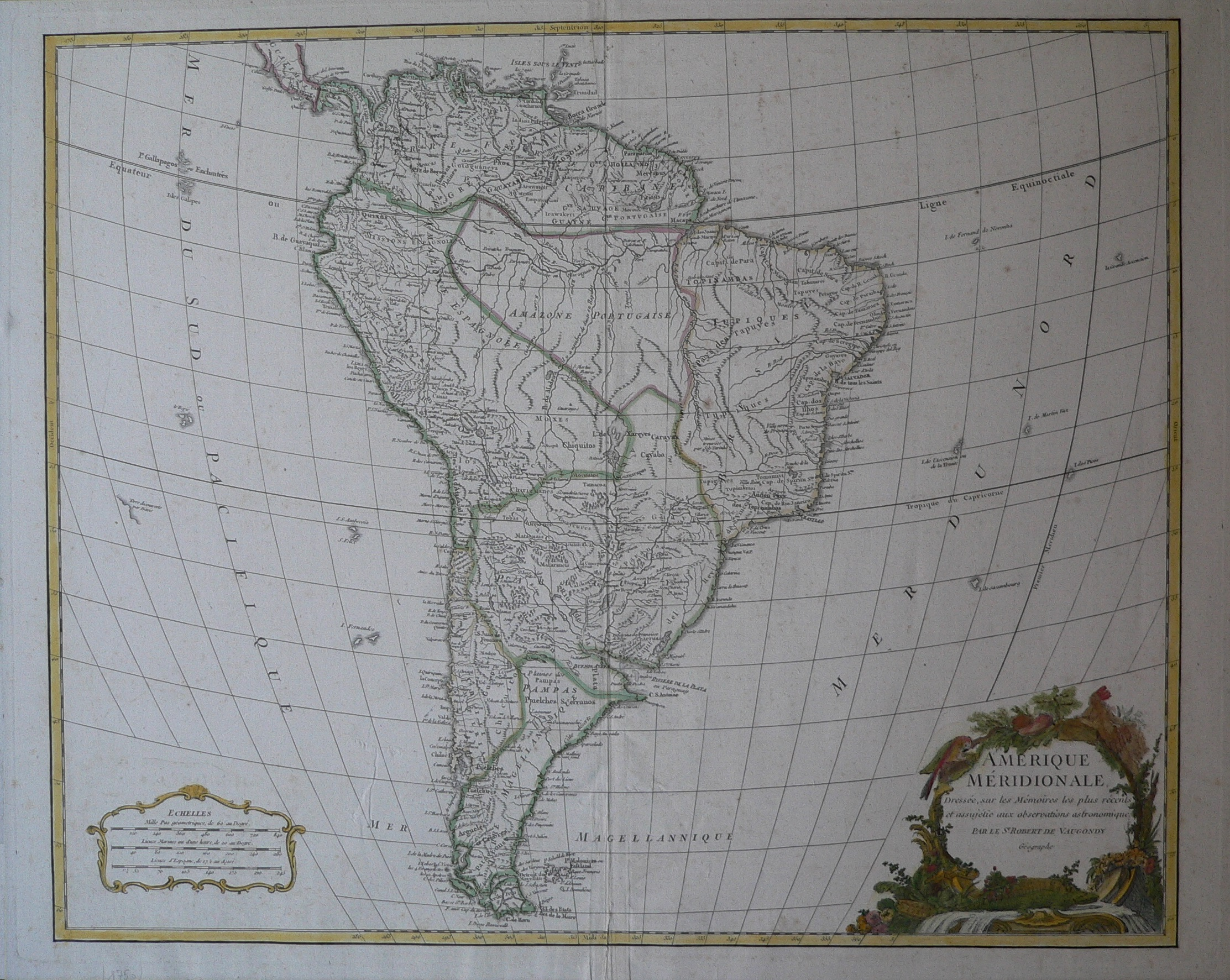
Mapa da América do Sul de 1750

Cartografia é a atividade que se apresenta como o conjunto de estudos e operações científicas, técnicas e artísticas que, tendo por base os resultados de observações diretas ou da análise de documentação, voltam-se para a elaboração de mapas, planos cartesianos, e outras formas de expressão ou representação de objetos, elementos, fenômenos e ambientes físicos e socioeconômicos, bem como a sua utilização.
A palavra cartografia foi introduzida pelo historiador português Manuel Francisco Carvalhosa, 2º Visconde de Santarém, numa carta datada de 8 de dezembro de 1839, de Paris, e endereçada ao historiador brasileiro Francisco Adolfo de Varnhagen, vindo a ser internacionalmente consagrado pelo uso.
A cartografia encontra-se no curso de uma longa e profunda revolução, iniciada em meados do século XX, e certamente a mais importante depois do seu renascimento, que ocorreu nos séculos XV e XVI. A introdução da fotografia aérea e da detecção remota, o avanço tecnológico nos métodos de gravação e impressão e, mais recentemente, o aparecimento e vulgarização dos computadores, vieram alterar profundamente a forma como os dados geográficos são adquiridos, processados e representados, bem como o modo como os interpretamos e exploramos:
- Cartografia matemática é o ramo da cartografia que trata dos aspectos matemáticos ligados à concepção e construção dos mapas, isto é, das projecções cartográficas. Foi desenvolvida a partir do final do século XVII, após a invenção do cálculo matemático, sobretudo por Johann Heinrich Lambert e Joseph Louis Lagrange. Foram especialmente relevantes, durante o século XIX, os contributos dos matemáticos Carl Friedrich Gauss e Nicolas Auguste Tissot;
- Cartometria é o ramo da cartografia que trata das medições efetuadas sobre mapas, designadamente a medição de ângulos e direções, distâncias, áreas, volumes e contagem de número de objetos.

## Os primeiros mapas
A função dos mapas é prover a visualização de dados espaciais e a sua confecção é praticada desde tempos pré-históricos, antes mesmo da invenção da escrita. Com esta, dispomos de mapas em placas de argila sumérias e papiros egípcios. Na Grécia antiga, Aristóteles e Hiparco produziram mapas com latitudes e longitudes. Em Roma, Ptolomeu representou a Terra dentro de um círculo.

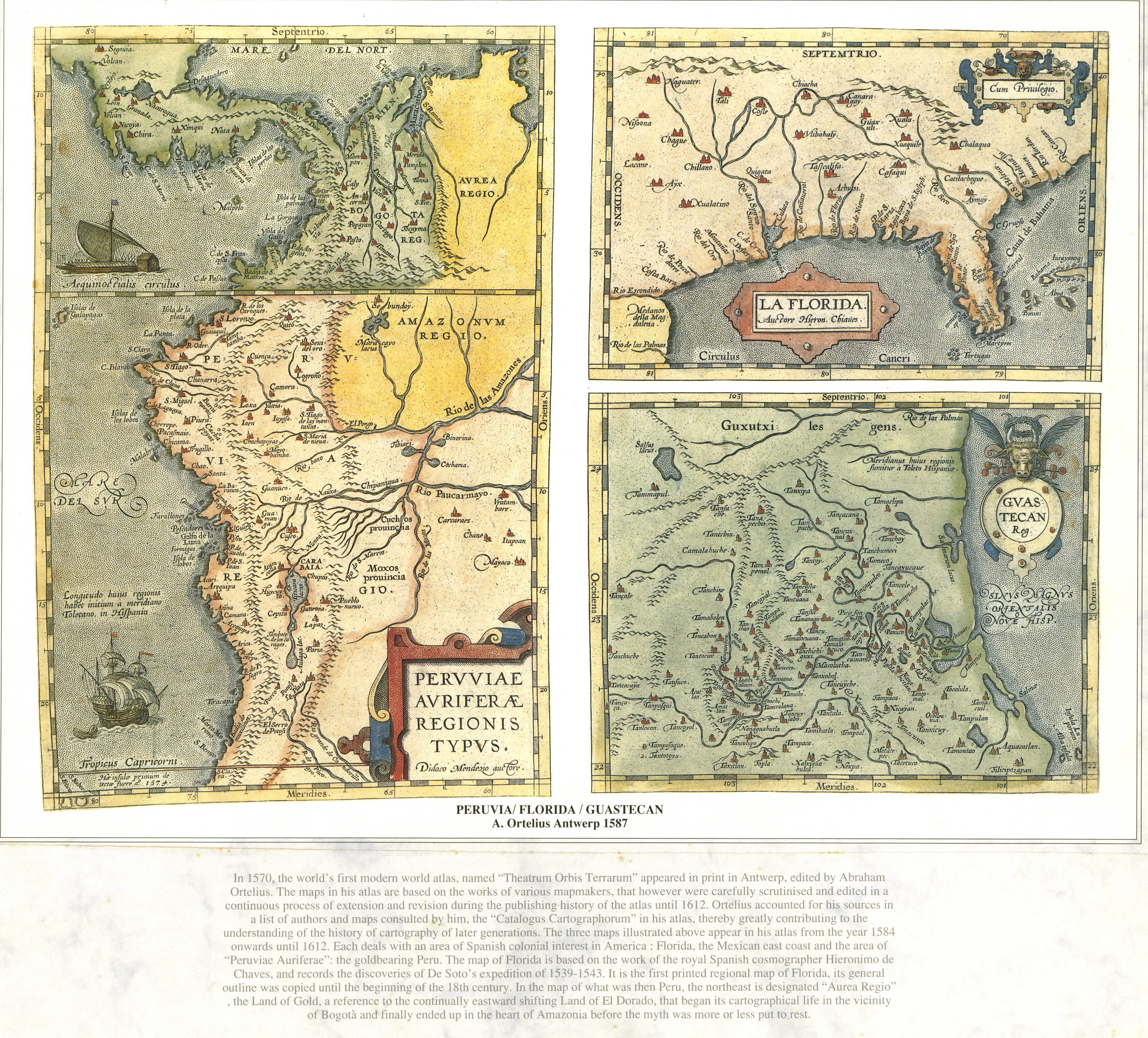
Cartografia dos Reinos do Peru, Nova Granada, Flórida e Leste do México (1587)

## A cartografia grega
Na cartografia grega podemos destacar Erastótenes de Cirene, que fez um experimento para comprovar a esfericidade da Terra. Ele colocou um gnómon em Siena no Egito e outro em Alexandria. As 12 horas do solstício de verão pode perceber que não havia sombra em Siena, entretanto em Alexandria havia sombra projetada, sendo a primeira comprovação que a terra não era plana como se pensava, servindo de base para a projeção de mapas.
No poema Odisseia e Ilíada, de Homero o autor faz uma descrição gráfica do mundo conhecido na época. Em Ilíada Homero descreve o escudo de Aquiles que representa o primeiro mapeamento cósmico. Anaximandro de Mileto construiu o primeiro mapa-múndi gravado em pedra, também é atribuído a ele a medição das estrelas e o cálculo de sua magnitude. Já Hecateu de Mileto fez uma descrição sistemática dos lugares, essa obra chama-se Periegesi, sendo considerado a primeira obra geográfica. Demócrito de Abdera introduz os termos latitude (latu = largura) e longitude (longo = alongado) indicando as medidas de distâncias no sentido vertical e horizontal, respectivamente. Erastótenes foi o primeiro a determinar com precisão científica o tamanho da Terra. No seu mapa-múndi desenhou sete linhas paralelas que passavam por lugares conhecidos da época.
Claúdio Ptolomeu escreveu por volta de 150 a.C. a sua famosa obra Geographike Syntaxis (Síntese da Geografia) que era composta de oito volumes de pergaminhos manuscritos e ilustrados por um mapa-múndi, além de 26 mapas regionais que apresentavam detalhes continentais. O volume I dissertava sobre a construção do globo de Crates e a técnica de projeção de mapas. Do volume II ao VII era guias com uma extensa relação de aproximadamente 8 000 nomes de lugares com coordenadas geográficas, latitude e longitude. O volume VIII contém os princípios da cartografia, geografia e matemática. Ensinava a construir e desenhar um mapa em projeção cônica. O mundo conhecido por Ptolomeu tinha 180° de longitude, 63° de latitude norte e 180° de latitude sul.

## A cartografia medieval
Na Idade Média as representações cartográficas perdem as concepções que os gregos tinham, passando a representar o mundo com um conceito religioso e os explicando conforme os ensinamentos bíblicos.
Em geral esses mapas apresentavam um quadro conceitual com as seguintes linhas:

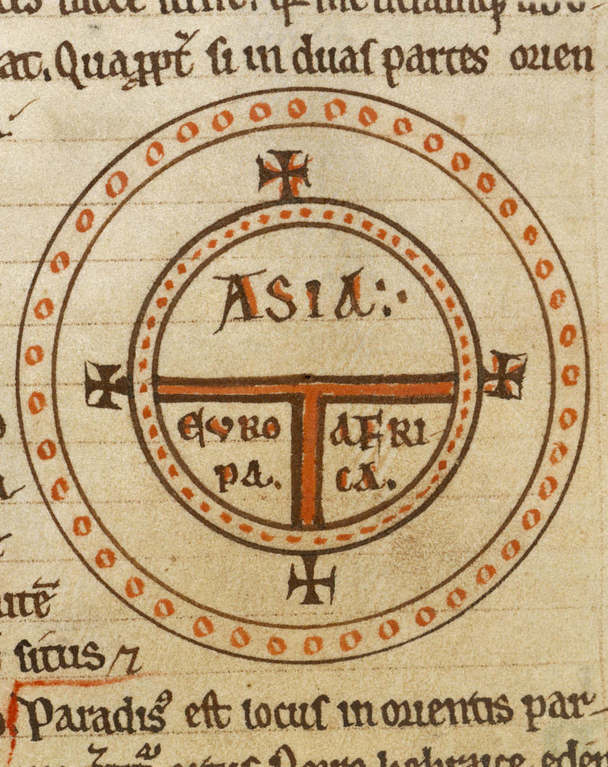
Mapa T-O de Isidoro de Sevilha

1. O mundo era representado em forma retangular dentro de um tabernáculo chamado de mundo tabernáculo, do tratado Topografia Cristã de Cosme Indicopleustes. No tratado Topografia Cristã ele nega a ideia de esfericidade da Terra e dos Céus. Indicopleustes tem uma visão de mundo fechado e finito, em que a terra está inserida dentro de uma caixa fechada semelhante a um tabernáculo;
2. São os mapas isidorinos com o famoso mapa "T" sobre "O", que se originam no século VII d.C., com o bispo de Sevilha, St. Isidoro (560-636) o qual pública na sua enciclopédia “Etymologiarum Libri XX” (Etimologias), considerada como a primeira grande enciclopédia cristã. Nesta linha a representação foi baseada no mapa Orbis Terrarum dos romanos, adaptado a teologia cristã. Esta representação define uma forma de mapas tripartido, na maioria circulares, com Jerusalém ocupando o centro da representação e a Ásia na parte superior do mapa, onde estava representado o paraíso, a Europa fica a esquerda e a África fica a direita. Estes continentes eram rodeados por um oceano representado pela letra circular "O", já a letra "T" tinha o seu pé formado pelo Mar Mediterrâneo e os braços pelo Mar Vermelho e os Canais do rio Don e o Mar de Azov. Esta representação era baseado em interpretações bíblicas como em Isaías - Is 40:22, “Ele é o que está assentado sobre o círculo da terra, cujos moradores são para ele como gafanhotos; é ele o que estende os céus como cortina, e os desenrola como tenda, para neles habitar”, que fundamentou a representação de uma Terra circular plana. Bem como na representação de Jerusalém como centro da representação, pois, segundo a tradição bíblica era a posição original da sua representação, pois assim está escrito: “Esta é a Jerusalém; no meio das nações eu a coloquei, e suas terras ao redor dela”, bem como os três continentes conhecidos, Europa, Ásia e África eram tidos como herança deixada por Noé os seus filhos. A Ásia para os povos semitas descendentes de Sem, a África para os povos camitas, descendentes de Cã, e finalmente a Europa para os povos descendentes de Jafé;[4]
3. São mapas manuscritos conhecidos como Beatos que tiveram origem nos escritos do "Comentário sobre o Apocalipse” atribuído a Beato de Liébana, na Espanha. Estas representações vão trazer o mundo representado de forma retangular readequando o Orbis Terrarun dos romanos a teologia cristã. Nesta representação além de aparecer os continentes, europeu, asiático e norte-africano, irá trazer a representação da existência de um quarto continente, uma terra antípoda para mostrar que havia seres monstruosos nesse lugar;[4]
4. São os mapas anglo-normandos que aparecem durante a Idade Média Clássica (entre os anos de 1000 à 1300) - desenvolvidos pelas escolas de origem francesa e inglesa. Estes mapas parecem muito ecléticos e interessante, pois, representam a Terra como parte do corpo de Cristo. Entre este podem ser citados os mapas-múndi, circular do Saltério de Psalter, datado de 1225 d.C., o mapa Ebstorf de 1234, com 4 m de diâmetro e o mapa de Hereford de 1290, com 1,62 m de diâmetro.[4]

Na Idade Média Clássica São Tomás de Aquino embute na ciência as obras de Aristóteles defendendo a esfericidade da Terra, mas Jerusalém não poderia ser o centro da Terra como a Igreja queria. O raciocínio Aristotélico exigia que a Terra fosse esférica e ocupava o centro do universo o que agradava os teólogos.
No mundo árabe, ao contrário, desde 827 o califa Almamune havia determinado traduzir do grego a obra de Ptolomeu, Geographike Syntaxis e Almagesto. Desse modo, através do Império Bizantino, os árabes resgataram os conhecimentos greco-romanos, aperfeiçoando-os. Foram eles que levaram para a Europa a bússola.

## A cartografia da Idade Moderna
Com a reabertura comercial do Mar Mediterrâneo, especialmente a partir do século XI, os mapas ganharam mais importância, particularmente entre os árabes, que prosseguiram com o seu desenvolvimento.

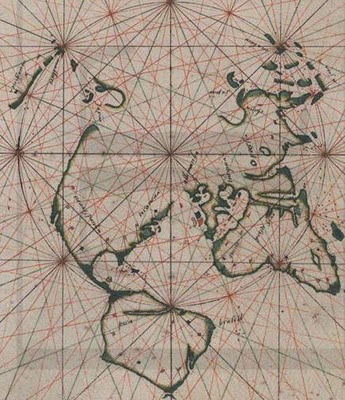
Globo com representação polar. Incluso no Livro de Marinharia, assinado por João de Lisboa em 1514

Em poucos séculos, os mapas de navegação marítima, que passaram a ser grandemente valorizados na região mediterrânica, associados aos progressos técnicos representados pela bússola, pelo astrolábio e pela caravela, permitiram o processo das grandes navegações, marcando a passagem para a Idade Moderna. Os portulanos introduziram a rosa-dos-ventos e motivos temáticos passaram a ilustrar as lacunas do conhecimento geográfico.
A cartografia moderna conhece um progresso imenso com os Descobrimentos portugueses, de que são exemplo os primeiros mapas a escala mundial, de Pedro Reinel, João de Lisboa, Lopo Homem, entre outros conhecidos cartógrafos do início do Século XVI. A compilação Portugaliae Monumenta Cartographica contém mais de 600 mapas desde 1485 até 1700. Essa capacidade foi progressivamente exportada para outros países, nomeadamente Itália, França ou Holanda, de que nos chegaram muito mais cópias. Os cosmógrafos dos Países Baixos vão transformar este período da história da Cartografia, em um dos períodos mais ricos e de maior produção cartográfica da história da humanidade. A Cartografia produzida nesta época é uma cartografia de primeira categoria, que passou a ser conhecida na história, como a “Idade de ouro da cartografia”, entre estes confeccionadores de mapas estão:
- Mercator (1512-1594) - geógrafo, astrônomo e matemático, flamengo, natural de Rupelmonde, Flandres (hoje norte da Bélgica); ele representou a ruptura da influência da geografia e dos métodos geográficos de Ptolomeu, na visão e representação da Terra, durante o Renascimento. - introduz a projeção cilíndrica, que irá influenciar a cartografia seguinte nos séculos seguintes. Hoje é considerado o pai da cartografia moderna.[4] Em 1578, Mercator corrigiu e publicou uma versão atualizada dos 27 mapas da obra de Ptolomeu, com os quais compôs a primeira parte da sua nova coleção de mapas, que recebeu o título “Nova et aucta orbis terrae descriptio”. Esta obra pioneira apresentava 448 páginas in-fólio, ou seja, 56 páginas de impressão, pela dobradura em duas iguais, constituindo 4 páginas.[4] Mercator atribuiu o nome de "Atlas“ a sua primeira coleção de mapas em 1578, em homenagem ao Titã Atlas, da mitologia grega que foi condenado por Zeus a carregar eternamente em seus ombros o peso da Terra e da abóbada celeste, além de carregar em suas costas uma grande coluna que separava a Terra do Céu;
- Abraão Ortélio (1527-1598) - em 1570 encorajado por Mercator, compilou uma série de mapas de autores diferentes e confeccionou a primeira coleção de mapas do Mundo moderno o “Theatrum Orbis Terrarum”, o qual passou a ser considerado como o primeiro “Atlas Moderno”;[4]
- Willem Janszoom Blaeu (1571-1638) - é considerado uma das figuras notáveis da escola holandesa de cartografia em sua idade de ouro (séculos XVI e XVII).

## Os mapas atuais

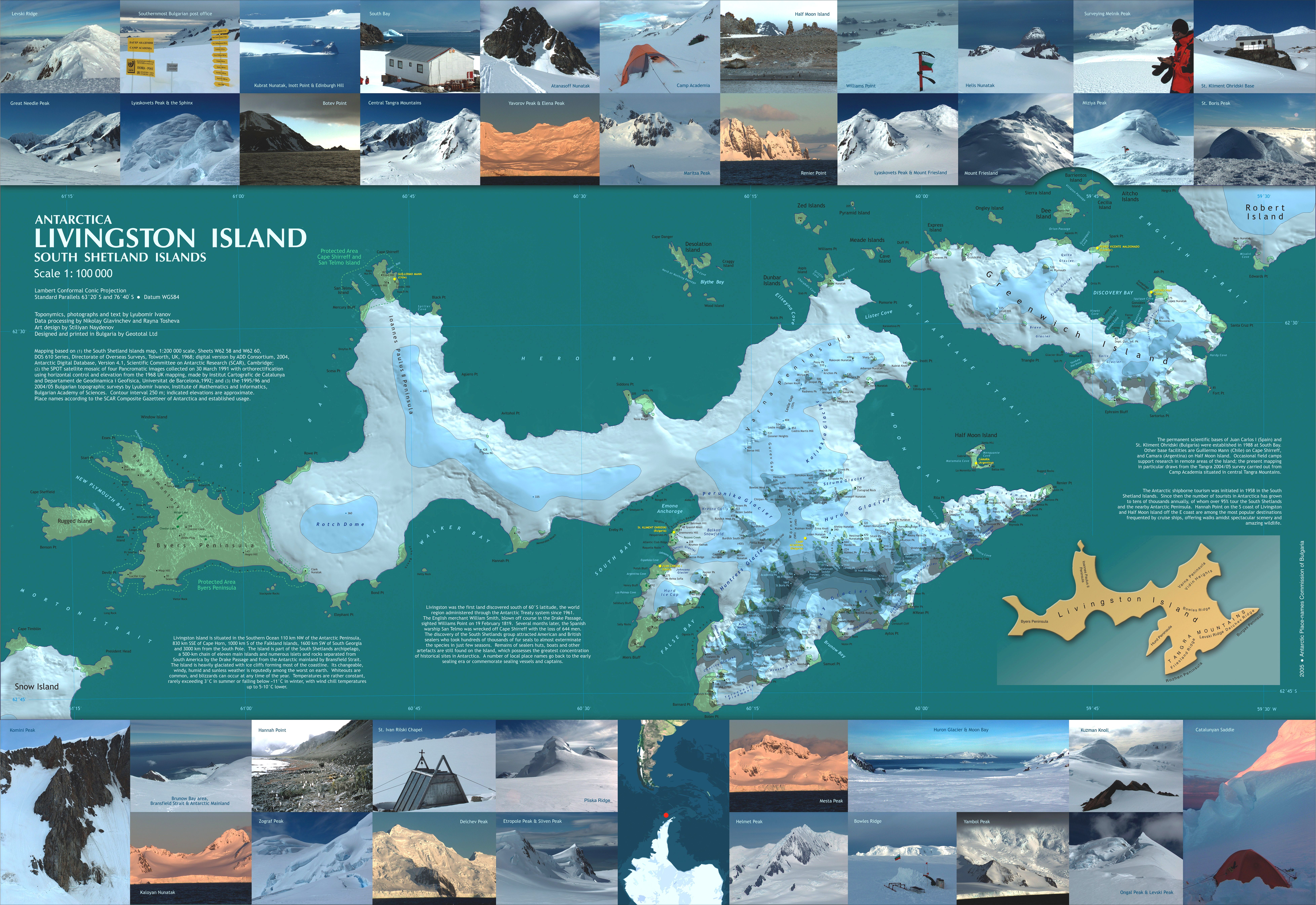
Moderno mapa ilustrado

Os mapas, antiga e tradicionalmente feitos usando material de escrita, a partir do aparecimento dos computadores e dos satélites conheceram uma verdadeira revolução. Atualmente são confeccionados utilizando-se software próprio (SIG, CAD ou software especializado em ilustração para mapas). Os dados assim obtidos ou processados são mantidos em bases de dados. A tendência atual neste campo é um afastamento dos métodos manuais de produção e um progressivo uso de mapas interativos de formato digital.
O departamento de cartografia da Organização das Nações Unidas é o responsável pela manutenção do mapa mundial oficial em escala 1/1 000 000 e todos os países enviam seus dados mais recentes para este departamento.

## A cartografia histórica no Brasil
Os estudos de cartografia histórica, no Brasil, estão ligados ao processo histórico de confecção de mapas descritivos do seu território. Entre as instituições que se destacam neste segmento de estudo apontam-se:
- Diretoria do Serviço Geográfico (DSG);
- Diretoria de Hidrografia e Navegação (Marinha do Brasil);
- Instituto Brasileiro de Geografia e Estatística (IBGE);
- Instituto Geográfico e Cartográfico de São Paulo - IGCSP.

## A cartografia temática
Na cartografia temática temos convenções e símbolos cartográficos que são símbolos e cores utilizados para representar os elementos desejados. Existe uma padronização internacional de símbolos e cores para facilitar a leitura e interpretação dos mapas, em qualquer parte do mundo.